# Johnny Hawksworth
John Dennis „Johnny“ Hawksworth (* 2. Februar 1924 in London; † 13. Februar 2009 in Australien) war ein britischer Jazzmusiker (Kontrabass, auch Piano, Komposition), der vor allem wegen seiner Filmmusiken weiterhin geschätzt wurde.

## Leben und Wirken
Hawksworth begann als Schüler mit dem Klavierspiel, langweilte sich aber im Unterricht, den er nehmen musste. Daraufhin wechselte er zum Kontrabass, den er sich autodidaktisch beibrachte. Er wurde ein sehr guter und zugleich auch sehr schneller Spieler. Im Zweiten Weltkrieg leistete er seinen Kriegsdienst in der Luftwaffe ab, wo er in einer Band der Royal Air Force unter Leitung von Buddy Featherstonhaugh Bass spielte. 1947 schloss er sich nach der Demobilisierung wiederum Featherstonhaugh für ein Engagement im Gargoyle Club in London an. Dann arbeitete er mit Tommy Sampson, Joe Saye und Tito Burns. Sehr bekannt wurde er, als er sich 1951 dem Orchester von Ted Heath anschloss, das sich im England der 1950er Jahre zu einer der führenden Big-Band-Formationen entwickelte. Mit ihm machte er zahlreiche Aufnahmen und tourte weltweit. Nebenbei leitete er eine Combo mit Ronnie Verrell, die ab 1955 auch einige Plattenaufnahmen für Decca machte. Für die Band von Heath, der er in den 1950er und frühen 1960er Jahren angehörte, komponierte er auch gelegentlich. 1964 veröffentlichte er bei Columbia unter eigenem Namen das Album I've Grown Accustomed to My Bass, das in Trio- und Quartettbesetzung neben Eigenkompositionen diverse Standards enthielt, gefolgt von einem Album für RCA 1968 (mit Tony Coe, Jim Lawless, Terry Cox). Hauptsächlich entstanden nun aber Alben mit Produktionsmusik.
Hawksworth arbeitete seit Mitte der 1960er Jahre hauptberuflich als Musikdirektor für den privaten britischen Fernsehsender Thames Television, komponierte aber auch gelegentlich, etwa für die erste Staffel der Fernsehserie George & Mildred. Weiterhin verfasste er in den 1960er Jahren auch Filmmusik, etwa für den Dokumentarfilm Schnee (1963) und für den Thriller Das Penthouse (1967). 1984 zog er nach Sydney, wo er ebenfalls Produktionsmusik schrieb und einspielte. Außerdem komponierte er unter dem Namen Bunny J. Browne Musik im amerikanischen Blues-Stil und unter dem Namen John Steinway Musik in klassischem Stil. In den 1990er Jahren spielte er in australischen Jazzformationen häufig Klavier. Seine Produktionsmusik wird teilweise immer noch für Filmproduktionen eingesetzt.